# لبنة (حضرموت)

تعديل مصدري - تعديل

لبنة هي إحدى قرى عزلة صيف بمديرية دوعن التابعة لمحافظة حضرموت، بلغ تعداد سكانها 2365 نسمة حسب تعداد اليمن لعام 2004.